# BBTニュース
『BBTニュース』（ビービーティーニュース）は、富山テレビで放送されている、フジテレビ『FNNニュース』の富山県ローカルニュース番組である。

## 概要
- フジテレビ制作の全国ニュース番組のタイトルを差し替える場合は『BBTニュース』という名称が使われる。なお、全国ニュースであってもFNNの表記はつかない。
- 1994年1月1日にBBTというCIを導入する前は『富山テレビニュース』または『富山テレニュース』として放送されていた。
- ローカルニュースの場合は1974年10月1日に新設された当時は別の番組タイトルを使用していた。当初は『T34ニュースフラッシュ』（ティーさんじゅうよんニュースフラッシュ）[1]で、1981年10月から『富山テレビニュースフラッシュ』に、1994年1月に『BBTニュースフラッシュ』、2018年4月4日に『プライムニュース富山』という名称に改題され[2]、2019年3月19日で終了した[3]。同年4月2日以降、ローカルニュースについても『BBTニュース』というタイトルで放送されるようになった。『BBTニュース』に改題後の1998年から一時期はオープニング・エンディングに『FNNスーパーニュース』で使用されていた初期のテーマ曲が使われていた。

## 放送時間
2025年4月現在

### 全国ニュース（旧・BBTニュース）
- 日曜日 6:00 - 6:10（内容は「FNNニュース」）

『FNNニュース』は本来15分の番組ではあるが、ローカルニュース、フジテレビからの全国の天気、富山の天気は放送されず、フジテレビからの全国ニュースが終わる6:10で終了（飛び降り）する。これはテレビ新広島や、テレビ西日本でも同様である。
以前は土曜日 20:54 - 21:00にも放送されていたが、2018年3月末を以てフジテレビ発の土曜21時前のスポットニュース枠が廃枠となったため終了。後枠は「イマエコ天気」となった。

### ローカルニュース（旧・プライムニュース富山）
- 月曜日 - 土曜日 20:54 - 21:00
- 日曜日 23:09 - 23:15

## 2012年4月以前の放送について
- 2008年4月の改編以前は、毎日20:54 - 21:00にBBTニュースを、月曜日 - 木曜日の21:54 - 22:00、金曜日 - 土曜日の22:54 - 23:00にBBTニュースフラッシュを放送していた。
- 2008年4月の改編で、土曜版のニュースフラッシュが廃枠。
- 木曜日・金曜日のニュースフラッシュが20:54 - 21:00に繰り上がった。

## 年末年始の対応
- FNNでは年末年始に『Live News イット!』などのレギュラーニュース番組を休止して『FNNニュース』を編成するが、基本的にBBTニュースへのタイトル差し替えは行われない。ただし過去には2004年度まで深夜の最終版をBBTニュースとしていた他、2006年12月31日が日曜日と重なったため、夕方のFNNニュースを『中日新聞テレビ日曜夕刊』とした事例が存在する。